# Karl Höger (Fußballspieler)
Karl Höger (* 27. Mai 1897 in Mannheim; † 31. März 1975 in Santa Margalida, Mallorca), mit Spitznamen „Schlappen“, war ein deutscher Fußballspieler und -trainer.

## Spielerkarriere

### Vereine
Höger begann neunjährig bei Preußen Essen mit dem Fußballspielen und blieb dem Verein bis 1918 treu. Zum Wehrdienst herangezogen, war er als Soldat im Ersten Weltkrieg in Mannheim stationiert, wo er Sepp Herberger kennenlernte, der ihn nach Kriegsende zu einem Wechsel zum SV Waldhof bewegte. Von da an spielte er in den vom Süddeutschen Fußball-Verband ausgetragenen Meisterschaften bis Oktober 1921 in der regional höchsten Spielklasse, der Kreisliga Odenwald. Gemeinsam mit Herberger und Hutter bildete er den sogenannten „Drei-H-Sturm“, wodurch er auch überregional auf sich aufmerksam machte. Kurz darauf ließ er sich und Herberger für Geld vom Mannheimer Lokalrivalen Phönix abwerben, woraufhin beide zu Berufsspielern erklärt wurden. Während Herberger für dieses Vergehen vom Süddeutschen Fußball-Verband gesperrt wurde, entzog sich Höger dieser Strafe durch einen Wechsel zum Bonner FV, für den er bis Saisonende 1921/22 unter dem Dachverband des Westdeutschen Spiel-Verbandes im Rheingau spielte.
Von August 1922 bis November 1923 spielte er für die SpVgg Fürth in der Kreisliga Nordbayern, die er mit seiner Mannschaft als Meister abschloss, sowie auch die sich anschließende Endrunde um die Süddeutsche Meisterschaft. Infolgedessen war er mit seiner Mannschaft als Teilnehmer an der Endrunde um die Deutsche Meisterschaft qualifiziert. Sein Debüt in der Endrunde gab er am 6. Mai 1923 beim 4:0-Sieg über die Vereinigten Breslauer Sportfreunde in Nürnberg. Das Halbfinalspiel gegen den SC Union Oberschöneweide wurde jedoch mit 1:2 verloren.
Im Dezember 1923 nach Mannheim zurückgekehrt, spielte er bis Juni 1929 für den VfR Mannheim, zunächst in der Bezirksliga Rhein, aus der er mit seiner Mannschaft in der Folgesaison als Meister hervorging, wie auch aus der Endrunde um die Süddeutsche Meisterschaft. Die Spielzeiten 1927/28 und 1928/29 spielte er in der Bezirksliga Rhein/Saar.
Am 20. Dezember 1937 beantragte er die Aufnahme in die NSDAP und wurde rückwirkend zum 1. Mai desselben Jahres aufgenommen (Mitgliedsnummer 6.041.745).
Im letzten Kriegsjahr war er Trainer beim Hamburger SV in der Gauklasse Hamburg, die er mit den Hamburgern als Meister abschloss. Mit 47 brachte er sich gelegentlich noch selbst zum Einsatz.

### Nationalmannschaft
Höger bestritt 1921 und 1924 jeweils zwei Länderspiele für die A-Nationalmannschaft. Sein Debüt gab er am 5. Juni in Budapest bei der 0:3-Niederlage gegen die Nationalmannschaft Ungarns. Seinen letzten Einsatz als Nationalspieler hatte er am 14. Dezember in Stuttgart beim 1:1-Unentschieden gegen die Schweizer Nationalmannschaft.

## Erfolge
- Gaumeister Hamburg 1945
- Süddeutscher Meister 1923, 1925
- Bezirksmeister Rhein 1925, 1926
- Nordbayrischer Meister 1923
- Süddeutscher Pokal-Sieger 1923

## Trainerkarriere
Nach seiner aktiven Karriere als Fußballspieler trainierte im Zeitraum 1931 bis 1961 nachfolgende Vereine:
STV Horst-Emscher, Schwarz-Weiß Essen, Mülheimer SV 06, Fortuna Düsseldorf, SV Dessau 05, Hamburger SV, LSV Hamburg, SG Dessau-Nord, Werder Bremen, SC Peine 48, Arminia Vöhrum, TSG Hannoversch-Münden, KSV Hessen Kassel, FSV Peine, TuS Celle, FC Singen 04, VfB Dillingen, VfB Rheingold Emmerich, TuS Helene Essen.

## Sonstiges
Höger, der als lebenslustiger „Kumpel-Typ“ galt, starb während seines Urlaubs auf Mallorca.
Högers Sohn Karl-Heinz war ebenfalls Fußballspieler (Torwart), u. a. bei Dessau 05, Hamburger SV, LSV Hamburg, Werder Bremen, der SpVgg Fürth und Schwarz-Weiß Essen.